# Таганрозький драматичний театр

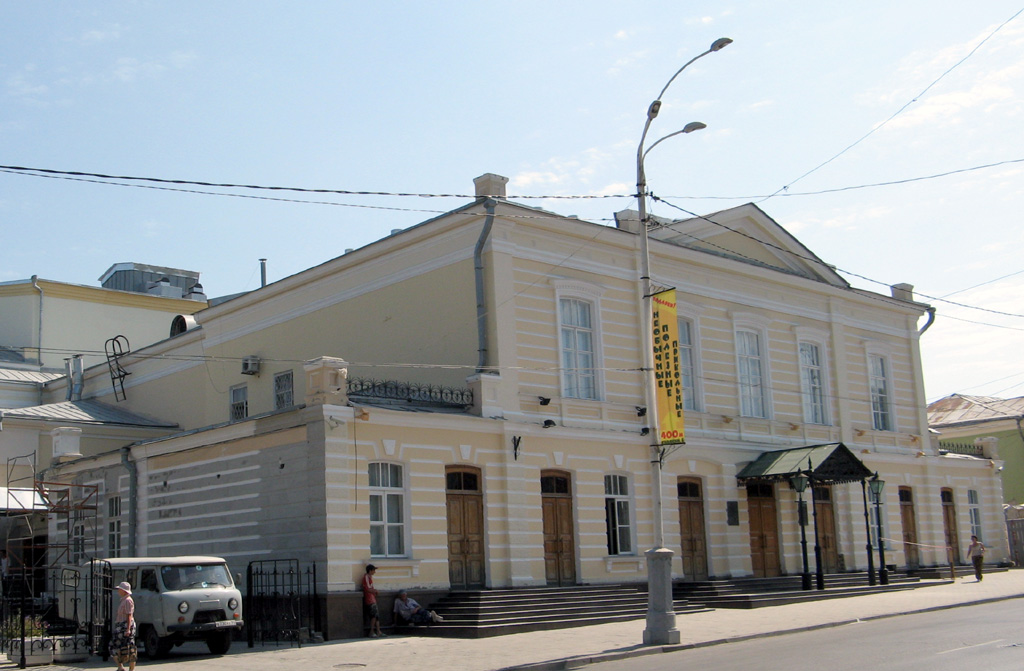
Будівля Таганрозького драматичного театру

Таганрозький драматичний театр імені А. П. Чехова (Таганрогский ордена Почёта драматический театр имени А. П. Чехова) — театр в Таганрозі. Заснований в 1827. Сучасна будівля була побудована в 1866 за проектом італійського архітектора К. Лондерона та Н. В. Трусова. В 1944 Таганрозькому театру було присвоєно ім'я А. П. Чехова.

## Історія

### XIX століття
В 1808, коли обговорювався перший генеральний план Таганрога, Таганрозьке міське самоврядування висловило бажання заснувати в місті театр. Передбачалося, що це буде окрема будівля в центральній частині міста. Перший склад театру було сформовано 1827 під управлінням дворянина Петровського. Це був кріпацький театр, що розташовувався в амбарній прибудові будинку купця Караяна за адресою: вул. Петровська, 27 (нині — 55). 1828 року у поміщика Є. Корнєєва міською владою за 15 000 рублів були викуплені 13 кріпаків-музикантів з інструментами та нотами. Першим директором театру став призначений градоначальником Олександр Гор.
У первинному вигляді склад акторів проіснував майже незмінно протягом 20 років, не раз виїжджаючи з гастролями до Ростова-на-Дону і Новочеркаськ. Поряд з посередніми комедіями та водевілями в репертуарі театру значилися постановки за п'єсами Шекспіра, Гоголя. 1845 року Таганрозький театр був у числі перших, який поставив на своїй сцені «Лихо з розуму», За що режисер Петровський був звільнений.
Починаючи з 1845 року міська влада звертається до царського уряду з проханням про виділення коштів на будівництво нової будівлі, але безуспішно. У підсумку театр був побудований на кошти городян. 1863 року відповідно до третього генерального містобудівного плану було визначено місце розташування майбутнього театрального будинку. 1865 року було організовано акціонерне товариство, у створенні якого взяв участь та батько Чехова. 2 квітня 1866 відбулася закладка першого каменя. Двоповерхова будівля в неокласичному стилі будувалася за проектом італійського архітектора К. Лондерона, виписаного з Одеси, і російського Н. Трусова. Будівництво обійшлося в 55 000 рублів. 25 листопада 1866 відбулася перша вистава — фрагменти італійських опер. Член дирекції, купець С. І. Мавро на свої кошти справив обробку внутрішнього оздоблення театру на манер італійського оперного театру «Ла Скала». 1874 року місто викупило акції, придбавши будівлю театру у свою власність.
З 1866 по 1886 в театрі існували дві трупи — італійська оперна під управлінням італійського антрепренера Луїджі Россі де Руджеро та російська драматична під керуванням М. Новікова. Оперна користувалася більшою популярністю, нараховуючи у своєму складі близько 100 виконавців на противагу 20-ти у драматичній. У репертуарі театру були опери Россіні, Верді, Глінки, Чайковського, а на сцені театру виступали відомі італійські виконавці Белатті, Зангер.
В 1870-і роки драматична трупа набирає популярність та розширюється вдвічі. На гастролі в таганрозький театр приїжджали знамениті трагіки Айра Олдрідж, Ернесто Россі, Томазо Сальвини. В 1895 за постановку забороненої п'єси Льва Толстого «Влада темряви» був притягнутий до кримінальної відповідальності антрепренер Н. Синельников. В 1896 в театрі була поставлена і з величезних успіхом прийнята публікою «Чайка» А. П. Чехова.

### XX століття
В 1901 в будівлі театру відбувся перший кіносеанс у Таганрозі.
Після революції спостерігався застій у театральній діяльності, піднімався навіть питання про закриття театру.
В 1920 театр був націоналізований та названий народно-художнім. На його сцені, поряд з творами класичної драматургії, ставилися нові п'єси — «Постріл» А. Безименського, «Королівський цирульник» А. Лунарчарського, «Васса Желєзнова» М. Горького. організаторами нового театру були С. Д. Орський і В. Г. Ординський, згодом головний режисер та художній керівник. На сцені театру гастролювали відомі артисти з центральних театрів, зокрема артисти МХАТу О. Кніппер-Чехова, А. Л. Вишневський, І. М. Москвін, А. К. Тарасова. У такі роки театром керували А. Б. Надєждов, К. Т. Бережний, працювали актори М. Н. Куликівський, Г. Є. Леондор, Є. А. Алмазов, Ф. В. Григор'єв та інші.
В 1941—1943 роках за часів німецької окупації театр переважно розхвирвався як музичний. У цей час німці побудували оркестрову яму.
У повоєнний час до 1945 року театр не мав власної трупи і сцена надавалася гастролювали популярним артистам естради і кіно та іншим театральним колективам. Постановою Раднаркому СРСР театру було присвоєно ім'я Антона Павловича Чехова. До складу трупи увійшли випускники курсу ГІТІСу Михайла Тарханова — Л. Антонюк, Є. Солодова, Н. Богатирьов, Н. Подовалова. Режисерами-педагогами цього курсу були В. Бєлокуров і В. Мартьянова. 10 січня 1945 на сцені чеховського театру була зіграна дипломна робота курсу — п'єса Чехова «Три сестри».
В 1960-і роки до складу чеховського театру увійшов молодий актор Петро Шелохонов, до основного складу трупи входили також Клара Тузова, В. Кроків, К. Кірєєва, В. Карпащіков, С. Коваль, О. Воробйова. Значним успіхом, що був зафіксований у союзному журналі «Театр» (№ 8 за 1965 год) користувався спектакль «Іванов» за однойменною п'єсою А. П. Чехова. Роль Іванова в цьому спектаклі виконав Петро Шелохонов, після успіха був запрошений на Ленфільм.
З 1966 по 1979 головним режисером театру був заслужений діяч мистецтв РРФСР Володимир Станіславович Цесляк. Він поруч із російською класикою ставив та сучасні радянські п'єси: «Розлом» Б. Лавреньова, «Забути Герострата» Г. Горіна, «У списках не значився» Б. Васильєва, «Чотири краплі» В. Розова, «Казки старого Арбату» А. Арбузова. Вперше в Таганрозі здійснена постановка п'єси А. Вампілова «Прощання в червні»..
В 1977, на рік 150-річного ювілею, театр був запрошений до Москви з виставою «Дядя Ваня», який поставив на Таганрозької сцені головний режисер театру імені Моссовета П. Хомський. Роль Астрова в цьому спектаклі виконав Аристарх Ліванов, після гастролей залишився в Москві в театрі імені Моссовета. А в ролі Олени Андріївни дебютувала молода актриса Олена Федоровська. Крім «Дяді Вані» московським глядачеві в цій ювілейній поїздці були показані вистави «Неспокійна старість» Рахманова, «Рів'єра» Мольнара, «Остання інстанція» Матуковського та казка Устинова «Бочка меду». Було присвоєно звання заслужених артистів Ользі Воробйової, Анатолію Іонову, Нелле Ергаковой, звання заслуженого працівника культури РРФСР — головному художнику театру Миколі Ліваде.
З жовтня 1977 по 1980 головним режисером театру був Юлій Авдійович Тамерьян, з 1980 по 1985 — Георгій Всеволодович Цвєтков, який почав освоювати малу сцену: спектаклі ставилися в «Крамниці Чехових», в чеховської гімназії. Директором театру в ці роки був Геннадій Щоткін. За час творчого керівництва Цвєтковим на сцені театру пройшли прем'єри вистав «Тихий Дон» по М. Шолохову, «Поспішайте робити добро» М. Рощина, «Чорний чернець» за Чеховим. З 1985 по 1987 головним режисером театру був випускник Московського театрального училища ім. Щукіна Олександр Васильович Іваненко. У театр прийшов молодий актор Владислав Вєтров.
З 1987 по 1990 головним режисером театру працював Михайло Вікторович Ізюмський. За його часів відбулося оновлення репертуару театру. зокрема успіхом користувалися вистави за п'єсами Юрія Олеші «Заздрість» з Владиславом Вєтровим та Ольгою Чикалова в головних ролях, «Майя» Розумовської з Оленою Прозоровського (Ізюмської) у заголовній ролі, «Майстер та Маргарита» Булгакова у постановці Олександра Урбановича.
У січні 1990 керівництво театром очолив літератор, журналіст та театральний критик Володимир Федоровський, обраний на посаду директора. Восени 1990 (через творчі розбіжності з директором та частиною трупи) театр покинули режисери Михайло Ізюмський, а потім та Олександр Урбанович та Володимир Рогульченко, які разом з режисером Світланою Лівадія входили до режисерську колегію та намагалися здійснювати колективне художнє керівництво театром. В. Г. Федоровський працював в театрі до осені 1994. За цей час він організував та провів у Таганрозі п'ять театральних фестивалів, здійснив, спільно з Московським товариством режисерів, проект постановки «Вишневого саду» (режисер Ю. А. Калантар) за участю англійської актриси театру і кіно леді Керолайн Блекістон.
У липні 1994, не знайшовши підтримки своїм реформам у трупи, В. Г. Федоровський виступає в «Таганрозької правді» зі статтею, що пояснює ситуацію, що склалася, і йде з театру. На посаді директора його змінює Тамара Бувалко. За роки її керівництва (1994–2006 рр..) театр ґрунтовно перепрофілюється, змінивши свій статус з меморіального на муніципальний. Зі штатного розкладу виключаються посади головного режисера, чергових режисерів, головного художника, завідувача літературною частиною, завідувача музичною частиною, тощо. Через творчі розбіжності пішов Борис Горбачевський. Театр переходить на роботу з разовими запрошеними режисерами.
У ці роки ставляться «Скрипка Ротшильда», «Лісовик» та «Іванов». З інших значних спектаклів слід відзначити «Біг» за Булгаковим, і «Царевич Олексій» Д. Мережковського. Навесні 1998 французька асоціація «Світ без кордонів» нагородила таганрозький театр призом «Золота пальма». Чеховський театр отримав та запрошення брати участь у російському фестивалі «Золота маска».

### XXI століття
З 2006 року директором та художнім керівником театру є двічі заслужений артист Росії Сергій Герт.

## Репертуар
Останнім часом в репертуарі театру значаться спектаклі:
- «Гамлет» Шекспіра у постановці Георгія Кавтарадзе
- «Мій бідний Марат!» А. Арбузова
- «Царевич Олексій», «Тартюф» Мольєра
- «Одруження» Н. В. Гоголя у постановці Анатолія Іванова

дитячі спектаклі:
- «Маленький Мук»
- «Пеппі Довга панчоха»
- «Таємниця чарівного королівства»
- «Дві Баби Яги»
- «Все миші люблять сир» (Дюла Урбан)